# Chlorosarcinales
Em taxonomia, Chlorosarcinales é uma ordem de algas verdes, especificamente das Chlorophyceae.